# Peisaj lângă râul Lez
Peisaj de lângă râul Lez este un tablou pictat în ulei pe pânză de artistul impresionist francez din secolul al XIX-lea Frédéric Bazille, terminat în 1870. Se află în colecția Institutului de Artă din Minneapolis.

## Prezentare generală
Acest tablou este ultima lucrare finalizată cunoscută a lui Bazille. În iunie 1870, Bazille scria într-o scrisoare către tatăl său: „Tocmai am terminat un peisaj mare (eclog)”. Războiul franco-prusac a izbucnit două săptămâni mai târziu, iar Bazille s-a înrolat voluntar într-un regiment zuav în august. La 28 noiembrie al aceluiași an, se afla cu unitatea sa la bătălia de la Beaune-la-Rolande când, comandantul său fiind rănit, a preluat comanda și a condus un asalt asupra pozițiilor prusace. A fost lovit de două ori în atacul eșuat și a fost ucis în luptă la vârsta de douăzeci și opt de ani.
Peisaj lângă râul Lez este „marele peisaj” menționat în scrisoarea lui Bazille către tatăl său. În scrisoarea sa, el folosește în mod specific cuvântul eglogă, care este de obicei definit ca un poem în stil clasic pe un subiect pastoral. În ceea ce privește pictura, aceasta implică o imagine a unor figuri rustice conversând într-un peisaj arcadian. Cu toate acestea, pictura lui Bazille, deși prezintă peisajele bucolice însorite și uscate din apropiere de Montpellier, orașul său natal, este lipsită de figuri sau de orice semn de activitate umană, în afară de o potecă îngustă cu meandre. Râul Lez, principalul râu din Montpellier, este sugerat doar de o linie palidă foarte subțire spre centrul imaginii și de râpa împădurită din dreapta.